# Marleen Mertens
Marleen Mertens (Vilvoorde, 4 oktober 1960) is CD&V-politica en was van 2010 tot 2018 burgemeester van Grimbergen.
Mertens is licenciate in de Toegepaste Economische Wetenschappen aan de KU Leuven (1982) en werkte sinds 1983 bij de NV Caloribel. In 1982 werd ze voor het eerst verkozen als gemeenteraadslid van Grimbergen. In 1994 werd ze OCMW-raadslid en van 1995 tot 2000 was ze de voorzitster van de plaatselijke CVP.

## Schepen (2003-2010)
In april 2003 werd ze aangesteld als schepen in opvolging van Eddy Willems die burgemeester werd. Bij de verkiezingen van 2006 haalde ze 1192 voorkeurstemmen.

## Burgemeester (2010-2018)
Ook in 2010 volgde ze in de voetsporen van Eddy Willems, maar deze keer als burgemeester van Grimbergen, toen die nog voor het einde van zijn mandaat om niet nader gekende redenen ontslag nam.
Tijdens haar eerste mandaat als burgemeester werd in september 2010 het Gemeentelijk Ruimtelijk Structuurplan goedgekeurd, waar al sinds 2005 aan werd gewerkt. In 2011 werd een deel van het Prinsenbos aan de Speelbroek geveld om plaats te maken voor een parking voor de Regenboogschool. Deze ontbossing greep plaats hoewel de gemeente Grimbergen niet over de nodige vergunningen beschikte. De Vereniging voor Bos in Vlaanderen (VBV) protesteerde hiertegen.
Bij de gemeenteraadsverkiezingen van 2012 leed haar partij een zwaar verlies aan stemmen (−36% ten opzichte van 2000, de laatste keer dat de CD&V zich als afzonderlijke partij aan de kiezer aanbood), maar bleef CD&V wel nog de grootste partij in Grimbergen.  De uittredende burgemeester zelf kreeg 1345 voorkeurstemmen, ver onder de hoogste score van Bart Laeremans (2776 voorkeurstemmen). Tijdens haar tweede mandaat als burgemeester werd het beheersplan voor het oostelijk gedeelte van het beschermd dorpsgezicht Maalbeekvallei in 2016 goedgekeurd. 
In 2016 gaf ze toestemming dat een van de vier OSB-huizen van Grimbergen, het huis Rust en Lust op de Wolvertemsesteenweg werd vernietigd om plaats te maken voor een nieuwe oprit van de naburige garage Bogemans. De sloop vond plaats in april 2017.
Mertens gaf in 2017 toestemming om een house-- en techno-festival (Voodoo Village) te laten doorgaan in het beschermde Natura 2000-gebied van het 's Gravenbos nadat eerder de burgemeesters van Asse en Lennik dit geweigerd hadden.
In het laatste jaar van haar mandaat verleende ze een vergunning aan de Waregemse verkavelaar Matexi voor de bouw van bijna 200 woningen op het Beigemveld, de laatste open ruimte tussen de centra van Grimbergen en Beigem. Het protest tegen dit omstreden plan resulteerde in 2021 in de vernietiging door de Raad van State van het betreffende definitief vastgestelde Ruimtelijk Uitvoeringsplan.
Bij de gemeenteraadsverkiezingen van 2018 mocht ze zich van het lokale CD&V-partijbestuur niet meer als lijsttrekster presenteren. Ze kreeg nog de lijstduwersplaats aangeboden, maar besloot zich niet meer verkiesbaar te stellen. Bij die verkiezingen verloor CD&V fors (-18 % ten opzichte van 2012) en leed daarmee haar vijfde verkiezingsnederlaag op rij sinds 1988.

## Personalia
Marleen Mertens heeft twee kinderen en is een alleenstaande moeder. Ze was vriendin van Willy Mergan, die geïntrigeerd was door haar tapkwaliteiten toen ze nog schepen was.